# Indian Head, Saskatchewan
Indian Head är en ort i Kanada.   Den ligger i provinsen Saskatchewan, i den sydöstra delen av landet, 2 100 km väster om huvudstaden Ottawa. Indian Head ligger 588 meter över havet och antalet invånare är 1 642.
Terrängen runt Indian Head är platt.Trakten runt Indian Head är nära nog obefolkad, med mindre än två invånare per kvadratkilometer.. Indian Head är det största samhället i trakten.
Trakten runt Indian Head består till största delen av jordbruksmark.